# 黒崎真也

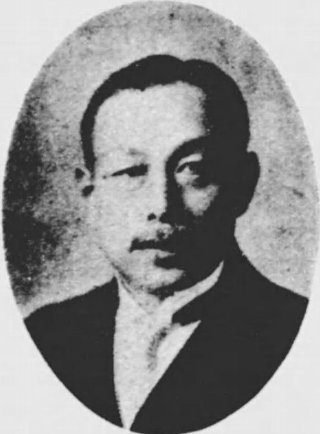
黒崎真也

黒崎 真也（くろさき しんや、1878年（明治11年）5月5日 -1959年（昭和34年）3月26日）は、日本の内務官僚。民政党系府県知事。

## 経歴
山形県出身。旧米沢藩士・五十嵐力助の二男として生まれ、叔父・黒崎忠助の養子となる。姉の久子は海軍中将上泉徳弥の妻。
第二高等学校を経て、1905年、東京帝国大学法科大学政治学科を卒業。1906年11月、文官高等試験行政科試験に合格。内務省に入り香川県属となる。
以後、香川県事務官補、奈良県事務官、大分県事務官・警察部長などを歴任。1913年、関東都督府に転じ、事務官、民政部庶務課長などを務める。1920年3月に退官し大連取引所長となる。加藤高明内閣成立後の1924年7月、樺太庁内務部長として復帰した。
1926年8月、滋賀県知事に就任し、田中義一内閣成立後の1927年5月17日に休職となる。1929年5月、濱口内閣が成立し山口県知事に就任。その後、新潟県、京都府の各知事を歴任。1931年12月18日、京都府知事を休職。1932年1月29日、依願免本官となり退官した。
その後、服部報公会の理事、常務理事、理事長事務取扱を歴任した。